# 索提古·庫亞特
索提古·庫亞特（法語：Sotigui Kouyaté，1936年7月19日—2010年4月17日)，是布吉納法索演員，他是該國出現最早的演員之一 ，他的兒子丹尼·庫亞特則是位電影導演。2009年，他因演出《倫敦的河》而獲得第59屆柏林影展最佳男演員銀熊獎。2010年，他病逝於巴黎。

## 生平
索提古·庫亞特出生於馬利，親生父母為幾內亞的曼丁戈人，後來被布吉納法索人所領養。早年他是足球員，代表布吉納法索出賽；1966年他開始在劇場演出。